# 俞仲武
俞仲武（1912年—1996年），浙江富阳人，中华人民共和国政治人物。
担任原名俞祖炎。曾任浙江省教育厅厅长，党组书记。1958年2月补选。1954年，当选第一届全国人民代表大会代表。